# Zoologischer Garten Düsseldorf

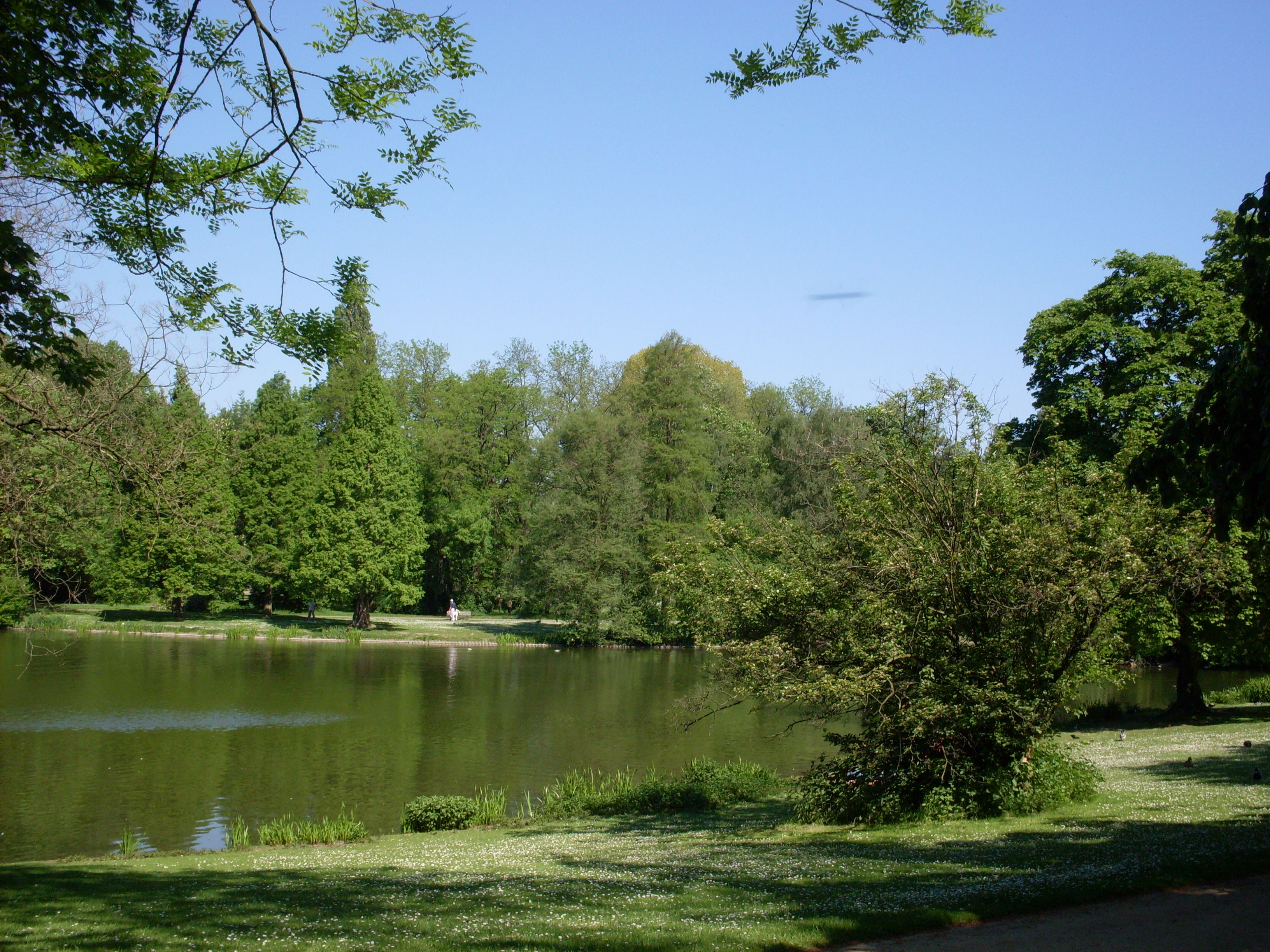
Der Zoopark mit dem ehemaligen Wasservogelweiher im Jahr 2008

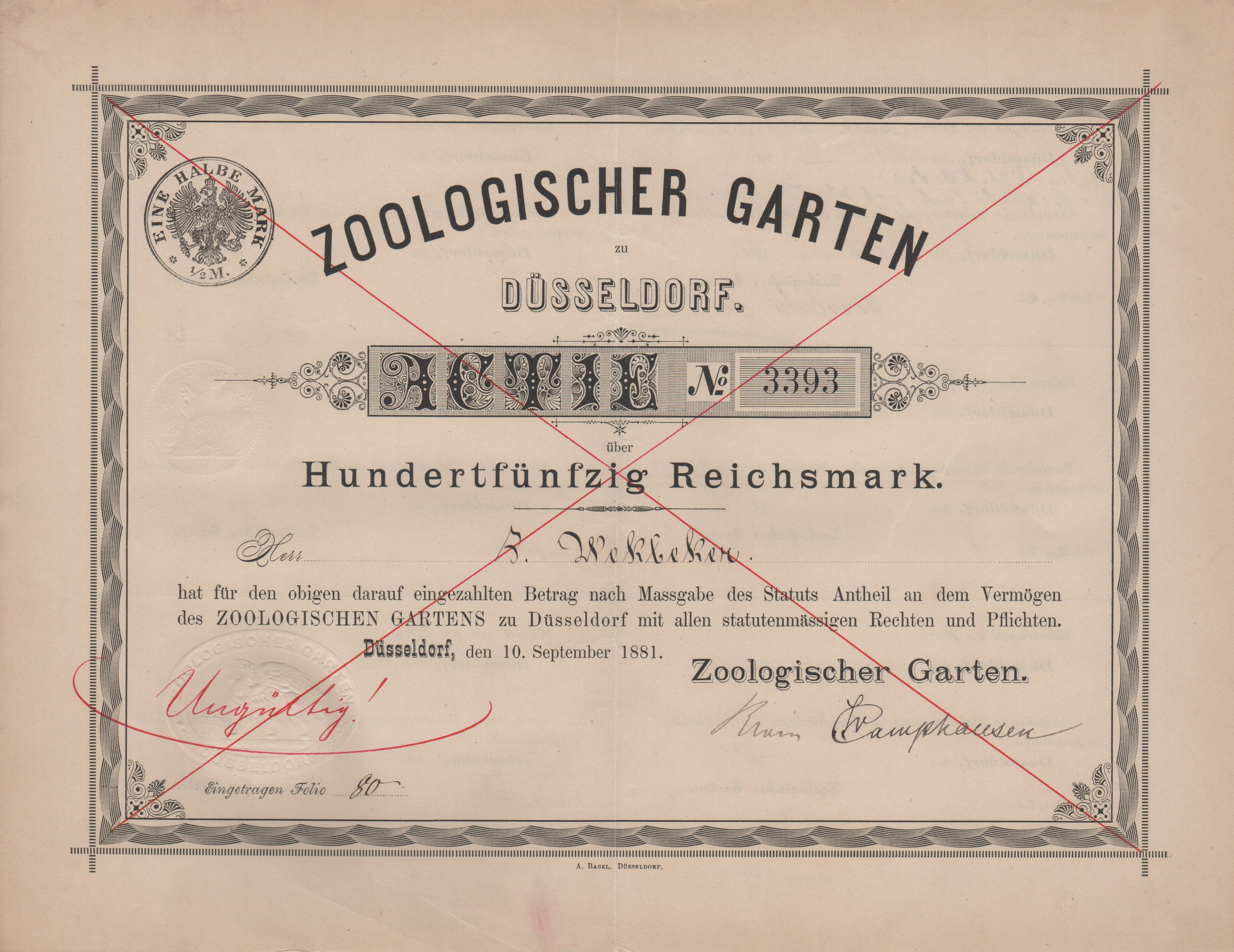
Aktie über 150 RM des Zoologischen Gartens zu Düsseldorf vom 10. September 1881

Der Zoologische Garten Düsseldorf war von 1876 bis 1943 der Tierpark in Düsseldorf, dessen Tradition heute vom Aquazoo – Löbbecke Museum im Nordpark fortgeführt wird.

## Geschichte

### Gründung des Zoos

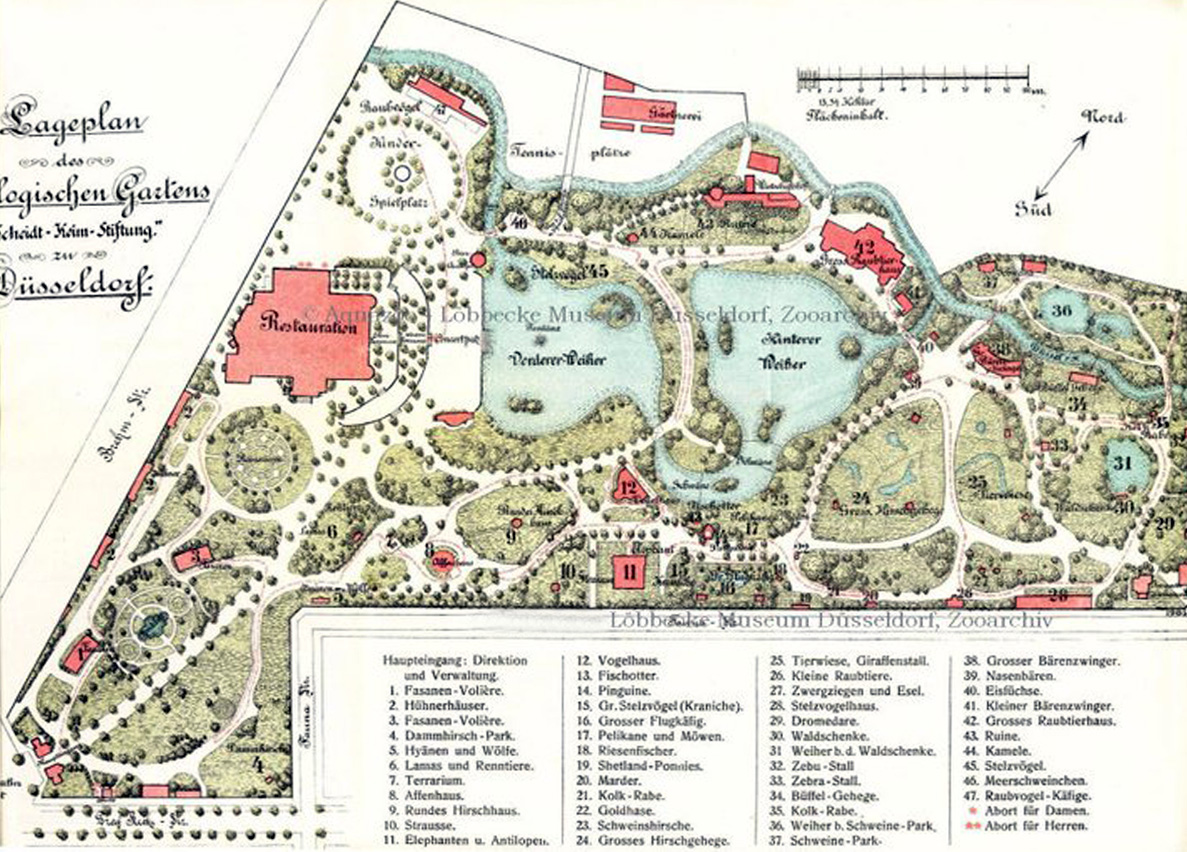
Plan des Zoologischen Gartens Düsseldorf um 1908

Der im Juni 1873 gegründete Tierschutzverein Fauna hatte den Zweck, „das Interesse für die Tierwelt zu erwecken und zu fördern“ (Absatz 2 seiner Vereinsstatuten). Im Mai 1874 veranstaltete der Verein in der Tonhalle an der Schadowstraße eine sehr erfolgreiche Geflügelausstellung, einen Monat später beschloss die Generalversammlung der Fauna die Errichtung eines Zoologischen Gartens in Düsseldorf. Im November erließ der Verein einen Aufruf zur Bildung einer Aktiengesellschaft, die am 14. Dezember auf der Generalversammlung des Tierschutzvereins in der Tonhalle gegründet wurde.
Die Anregung zu diesem Zoo kam von dem bekannten Zoologen und Tierschriftsteller Alfred Brehm, der oft Gast des Düsseldorfer Tierschutzvereins Fauna war. Trägerin des geplanten Zoos war die neue „Aktiengesellschaft Zoologischer Garten“ mit einem Kapital von 450.000 Goldmark. Die Graf-Recke-Stiftung erwarb im Stadtteil Düsseldorf-Düsseltal 42 Morgen Ackerland mit einigen alten Eichen. Gemeinsam mit Brehm wurde der Park (im Volksmund: Düsseldorf-Zoo) nach den Plänen des Berliner Zoodirektors Heinrich Bodinus und des Hofgärtner Friedrich Hillebrecht am damaligen Stadtrand gestaltet. Nördlich der beiden sieben Morgen großen Teiche wurde für
80.000 Goldmark eine Ruine gebaut, von deren Burgfried man eine prächtige Aussicht gehabt haben soll. Dafür mangelte es an Tierhäusern.

### Tierpark
Am 31. Mai 1876 wurde der Zoo mit einem Bestand von etwa 200 Tieren unter Direktor Louis van der Snickt eröffnet. Er kam vom Zoologischen Garten Gent, den er bis dahin leitete, und war Spezialist für kleine Haustiere, wie Hühner, Kaninchen und einer der ersten Züchter von Wellensittichen in Belgien. Zwei Jahre später wurde der Zoologe Johann von Fischer aus Gotha sein Nachfolger. Sein Arbeitsschwerpunkt waren Amphibien und Reptilien, er handelte aber auch soweit bekannt mit Kleinsäugern und Vögeln. Unter ihm fand die erste große Reptilienausstellung im Zoologischen Garten Düsseldorf statt.

### Gewerbe- und Kunstausstellung 1880

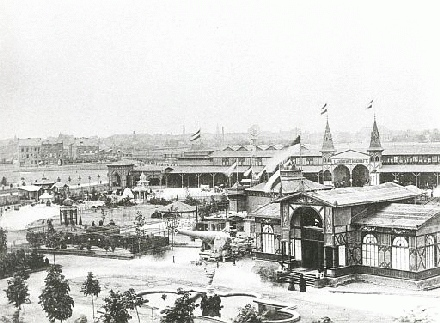
Gelände der Gewerbe- und Kunstausstellung im Zoogelände, 1880

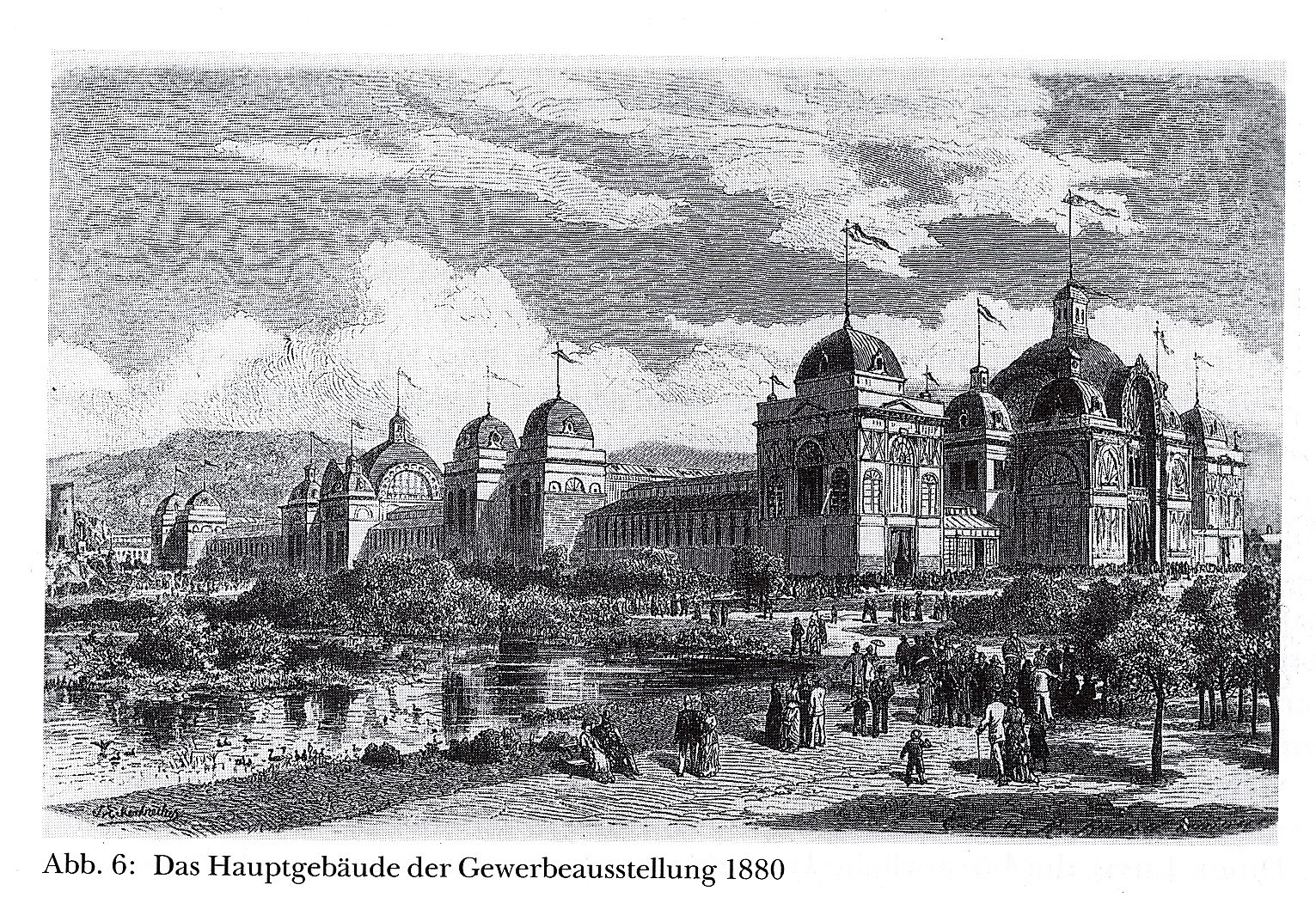
Hauptgebäude für die Gewerbe- und Kunstausstellung 1880, Stich nach einer Zeichnung von Themistokles von Eckenbrecher

Von Anfang Mai bis Oktober 1880 wurde das Zoogelände für die Gewerbe-Ausstellung für Rheinland, Westfalen und benachbarte Bezirke genutzt. Die Tiergehege wurden für die Dauer der Ausstellung verlegt und die Wege für die großen Besucherströme verbreitert. Ein profitables Geschäft für beide Seiten: Die Ausstellung fand auf einem ansprechend gestalteten Gelände statt und der anfangs abgelegene Zoo bekam einen Straßenbahnanschluss. Die Ausstellungshallen innerhalb des Zoogeländes dienten zum Teil später mit geringfügiger Veränderung als Tierhäuser.
Nach der Gewerbeausstellung boomte der Zoo, und er wurde zum Treffpunkt der Düsseldorfer Gesellschaft. In den folgenden 25 Jahren gab es zahlreiche Völkerschauen mit Darstellungen exotischer Menschengruppen möglichst mit ihren Tieren, Geräten, Hütten, Gebräuchen und „nackten Tatsachen“, welche beliebt, aber auch bereits damals recht umstritten waren. 1885 wurde Heinrich Goffart aus Köln Zooinspektor in Düsseldorf. Der Tierschutzverein legte 1887 seinen Namen „Fauna“ ab und heißt seither „Tierschutzverein für Düsseldorf und Umgebung e. V.“. Im Sommer 1888 fand im Zoo eine Süd-West-Afrikanische Ausstellung statt, in der völkerkundliche Gegenstände gezeigt wurden, die der Düsseldorfer Plantagenmanager Robert Visser im Kongo gesammelt hatte. Er war seit 1881 im Dienst einer niederländischen Handelsgesellschaft im Kongo tätig und fing auch nebenbei Tiere und war in dieser Zeit einer der Tierlieferanten des Zoos. Ab 1908 war Visser Geschäftsführer des Düsseldorfer Verkehrsvereins.
Obwohl sicher die volkstümlichste Einrichtung Düsseldorfs, drohte dem Zoo in dieser Zeit der Konkurs. 1905 ging der Zoo aufgrund einer großzügigen Stiftung des Düsseldorfer Bürgers Gustav Adolf Scheidt in den Besitz der Stadt Düsseldorf über, die den Zoo als städtische Einrichtung weiterführte. Zu diesem Zeitpunkt hatte der Zoo einen Tierbestand von 1238 Exemplaren aus aller Welt. Dazu gehörten ein Flamingoteich und die künstliche Burgruine von 1877. 1908 starb Gustav Adolf Scheidt. Durch Geländetausch wurde der Garten auf insgesamt 15,9 Hektar vergrößert. In den folgenden Jahren lagen die Besucherzahlen bei etwa 300.000. Besondere Anziehung übten die zahlreichen Zookonzerte aus. Im Stil der Zeit wurden weiterhin Völkerschauen abgehalten: 1908 stellte Carl Hagenbeck eine Somali-Truppe aus, 1910 stellte der Afrikareisende Carl Marquardt auf dem Spielplatz eine Samoaner aus. 1913 wurde ein Wirtschaftshof in der Bauart eines niederrheinischen Bauernhofes in Betrieb genommen.

### Erster Weltkrieg

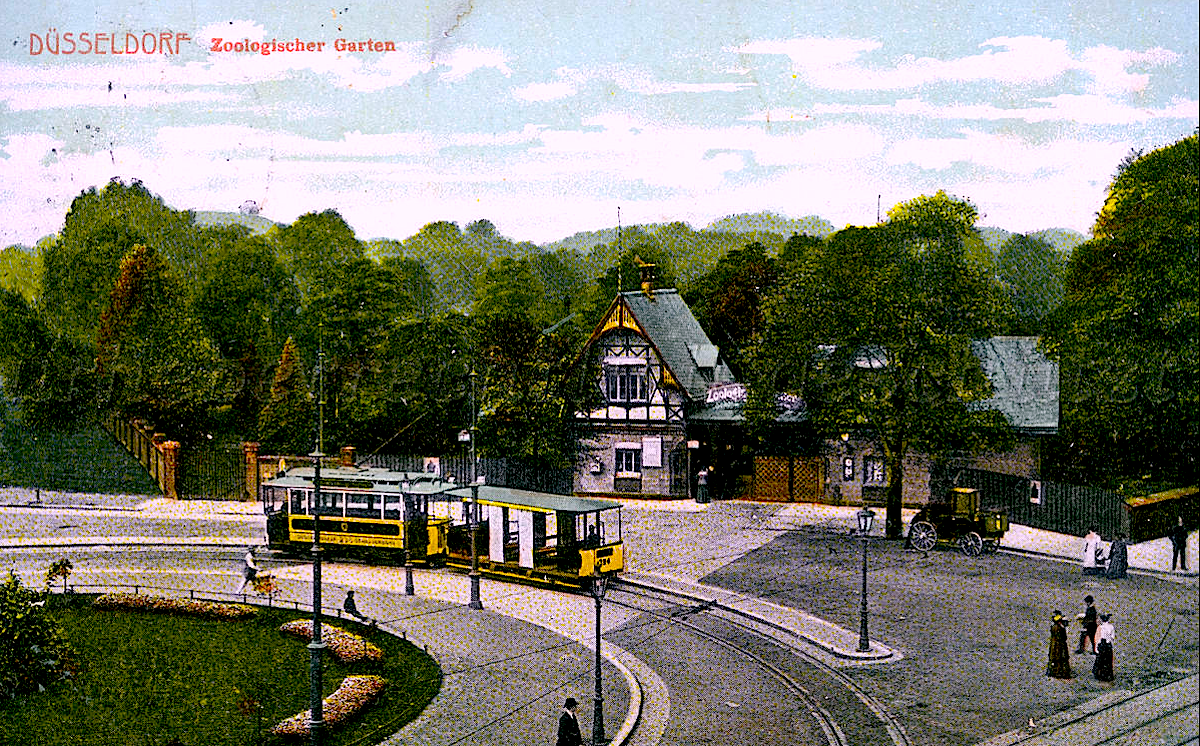
Eingang zum Zoopark im Jahr 1909

Im Ersten Weltkrieg wurden in den Gaststätten und Zoosälen Militär und Flüchtlinge einquartiert. Das gelernte Personal wurde einberufen und Schwierigkeiten mit der medizinischen, technischen und Futterversorgung kamen dazu. Es kam zu beträchtlichen Ausfällen im Tierbestand. 1921 wurde das Zoo-Restaurant von den französischen Besatzungsmächten beschlagnahmt. Trotzdem entschloss man sich zum Wiederaufbau. Im Juni 1921 übertrug man Georg Aulmann, welcher seit 1914 Direktor des Löbbecke Museums war, zusätzlich die Leitung des durch Krieg und Wirtschaftskrise desolaten Zoos, wodurch beide Institutionen in Personalunion geführt wurden. Unter seiner Leitung konnte der Zoo sogar gewinnbringend betrieben werden.

### Blütezeit 1920er und 1930er Jahre
Eine zweite Blütezeit erlebte der Zoo ab Mitte der 1920er Jahre, als er sich als naturwissenschaftliches Zentrum Düsseldorfs etablierte. Nach Kriegsende wurden die vernachlässigten Anlagen renoviert und 1925 die Eisbärenanlage erneuert. Nach Ablauf der GeSoLei 1926 wurde die dort stehende Leuchtfontäne erworben und im vorderen Weiher des Zoo-Parks wieder aufgebaut. Nördlich der Düssel wurde eine Arena mit 3600 m² Spielfläche und 4000 Tribünenplätzen für Veranstaltungen geschaffen. 1928 wurden der alte Eingang zum Zoologischen Garten, der aus einer kleinen Gruppe von Fachwerkhäusern bestand, abgerissen und durch einen Neubau ersetzt sowie das neue Affenhaus eröffnet. Die Planung für einen Museumsneubau im Zoogelände entlang der Brehmstraße begann und nach nur kurzer Bauzeit wurde am 25. Juni 1930 das Löbbecke-Museum im Zoo eröffnet. So rückten im Jahr 1930 das benachbarte Naturkundemuseum und der Zoo mit einem neu gestalteten Zooeingang und einem neuen Ausstellungshaus zu einem gemeinsamen Zentrum zusammen und genossen eine hohe Akzeptanz und einen guten Ruf. Vom September bis Dezember 1936 führten Zoologischer Garten und Löbbecke-Museum eine Expedition nach Kamerun durch, dies zur Vorbereitung der geplanten Reichsausstellung Schaffendes Volk im Jahre 1937 im neu angelegten Nordpark. Der Zoo stand dazu unter dem Motto „Afrika im Düsseldorfer Zoo“ mit der Attraktion eines Eingeborenendorfs in der Arena des Zoos sowie als bleibende Einrichtung „die afrikanische Steppe“, einer Freianlage für Zebras, Strauße und Watussirinder, die sich südlich an die Eisbären- und Wasserbüffel-Anlage anschloss. Das für 1939 geplante Raubtierhaus mit Freigelände für Löwen und Tiger konnte wegen des ausbrechenden Krieges nicht mehr gebaut werden.

### Zweiter Weltkrieg
Im Zweiten Weltkrieg kam es zu Versorgungsengpässen an Futter. Ein Seelöwe verhungerte, Affen starben an Erkältungskrankheiten. Im Mai 1940 wurde der Zoologische Garten wegen drohender Luftangriffe der alliierten Streitkräfte bis zur Fertigstellung geeigneter Luftschutzräume geschlossen. Eine Reihe von Raubtieren wurden auf Anordnung Hermann Görings erschossen, weitere Tiere in den Zoos Hannover und Halle/Saale untergebracht. Am 16. Juni und 3. November 1943 fielen Bomben auf den Zoo, über hundert Tiere kamen zu Tode, einige flüchtige wurden in der Stadt erschossen. Am 23. April und 9. September 1944 erfolgten weitere Luftangriffe mit Beschädigungen. Am 2. November 1944 wurden Zoo und Museum von über hundert Sprengbomben getroffen und völlig vernichtet. Einige überlebende Tiere irrten durch die Stadt und wurden eingefangen oder mussten getötet werden.

### Museumsbunker am Zoo
Ein Teil der Sammlung konnte gerettet werden und so entstand 1947 das Löbbecke-Museum in einem Luftschutzbunker wieder, das 1948 noch durch ein Aquarium erweitert wurde. Die Einrichtungen zogen 1987 mit einer stark erweiterten Sammlung als Aquazoo-Löbbecke-Museum in den Nordpark um. Anlässlich des Jubiläums „130 Jahre Zoo in Düsseldorf“ fanden in Düsseldorf im Jahr 2006 verschiedene Feiern statt.

### Zoopark heute
Das Gelände des damaligen Zoos an der Brehmstraße wurde 1951 von Ulrich Wolf zu einem Stadtteilpark, dem heutigen „Zoopark“, mit einer Fläche von 13,06 ha umgebaut. Der Zoopark liegt im Stadtteil Düsseltal – von Einheimischen auch als Stadtteil „Düsseldorf Zoo“ bezeichnet – und wird von der Brehmstraße, der Grunerstraße, der Mathildenstraße und der Faunastraße begrenzt. Durch den Zoopark fließt die Düssel.
Es gibt einen wunderschönen Baumbestand, eine Teichanlage, einen Wasserspielplatz, zwei Spielplätze, Spiel- und Liegewiesen und einen Hundeauslaufplatz. An den alten Zoo Düsseldorf erinnern der alte Baumbestand und die Reste der Freitreppe am westlichen Ufer des Teiches. Der ehemalige Gemsberg, nördlich vom Teich, zeigt noch ein paar Mauerreste.
Auf dem Gelände befindet sich auch das über die Stadtgrenzen hinweg bekannte Eisstadion an der Brehmstraße, in dem bis zum Ende der Saison 2005/06 die traditionsreiche Düsseldorfer EG (DEG Metro Stars) spielte.
Etwa 500 m südwestlich des Zooparks befindet sich seit 1967 der Haltepunkt Düsseldorf Zoo, dessen Name ebenfalls an den Düsseldorfer Zoo erinnert.

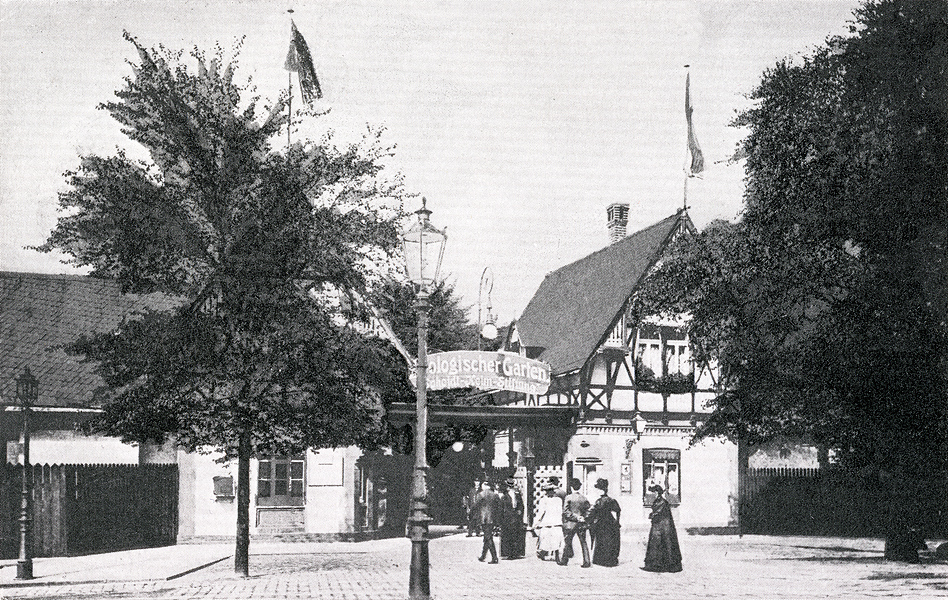
Eingang zum Zoologischen Garten im Jahr 1908
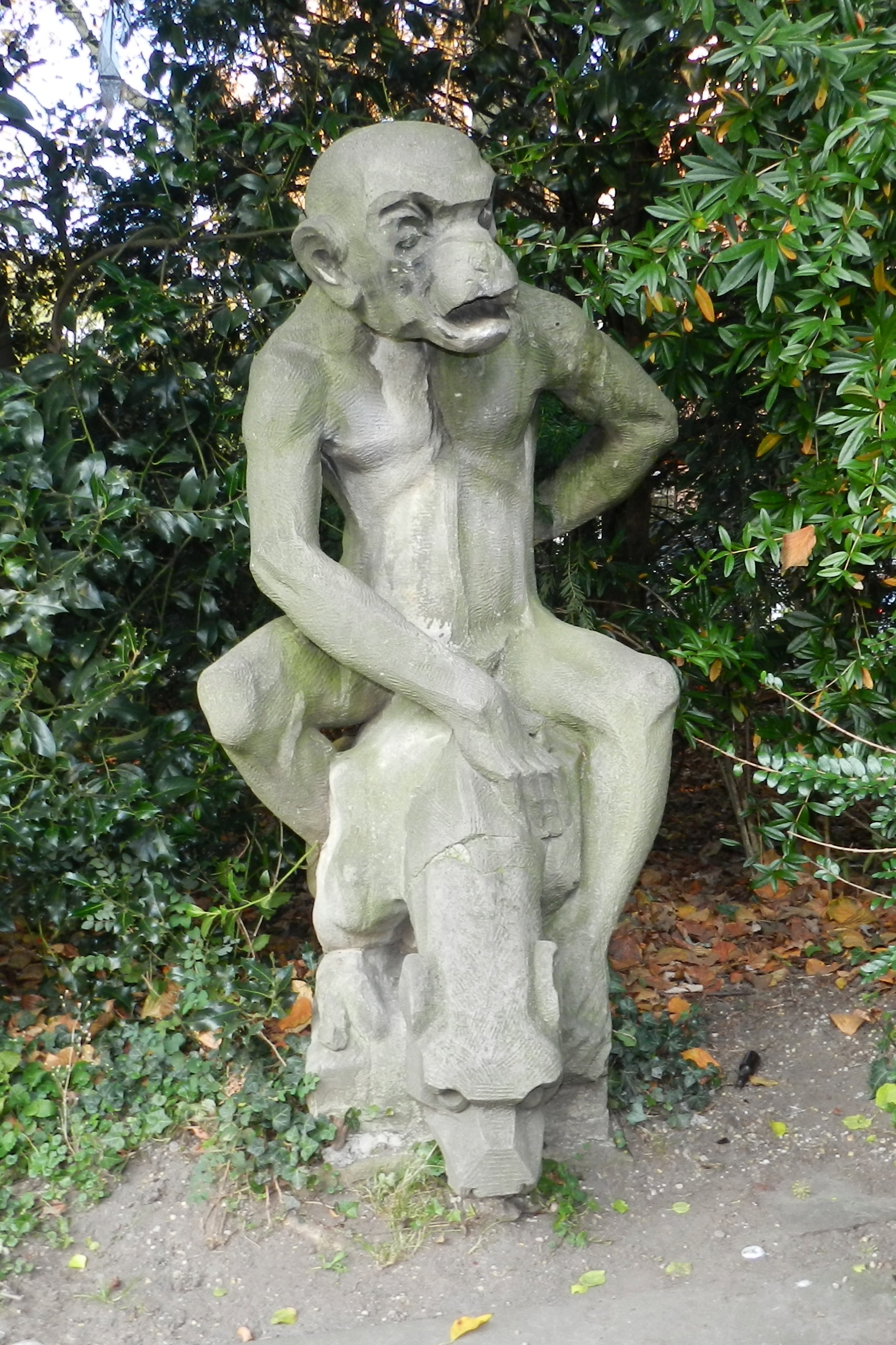
Sandsteinskulptur „Affe“ von Johannes Knubel, 1953 aufgestellt
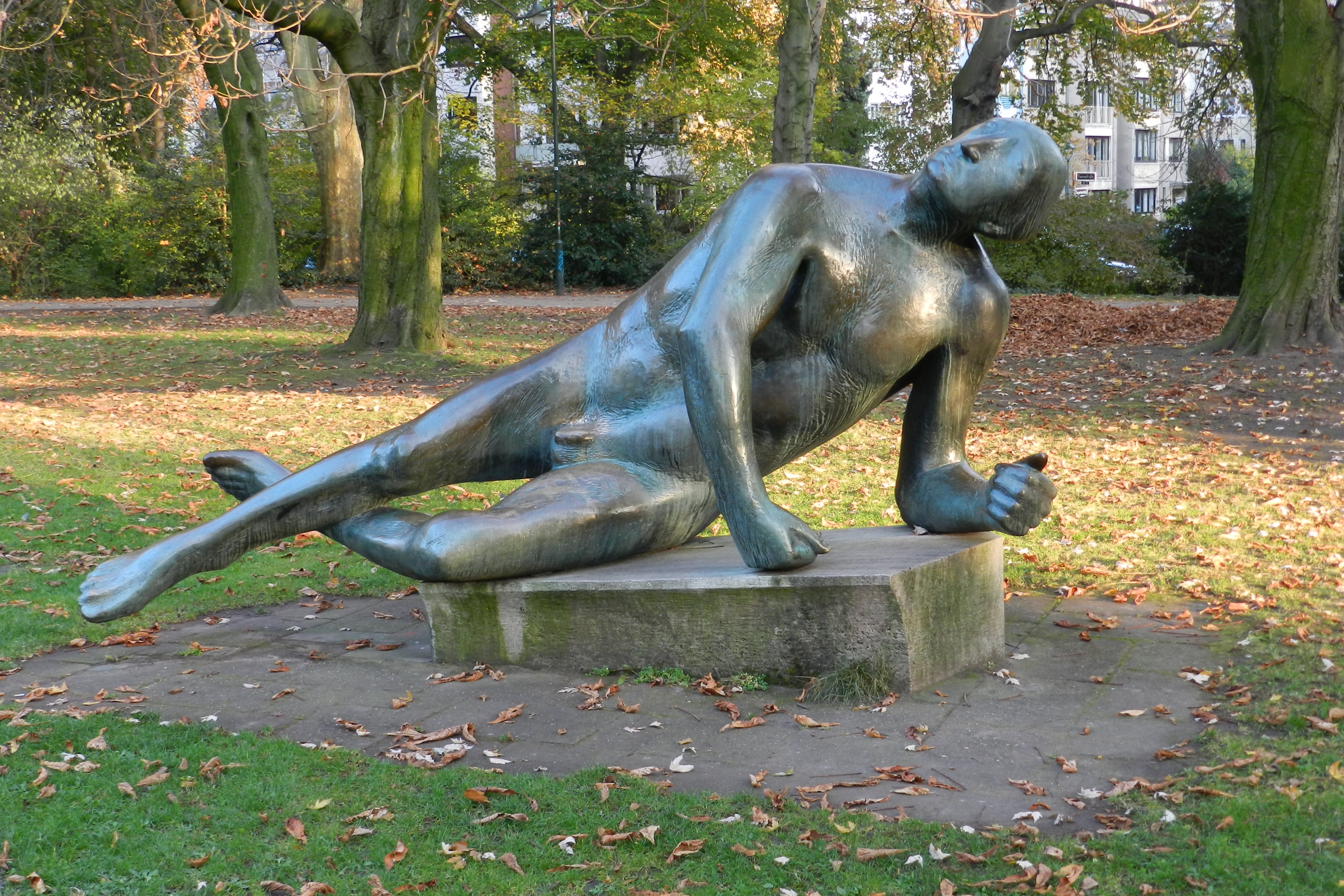
„Liegender Mann“ von Kurt-Wolf von Borries

### Ausblick
Durch das Tiefdruckgebiet Ela und dem dadurch verursachten Orkan in Düsseldorf wurde auch der Zoopark am 9. Juni 2014 verwüstet. Daher wurde die Erstellung eines Konzeptes zur Schadensbeseitigung und kleinen Verbesserungen an der Parkanlage in Auftrag gegeben. Jedoch entwickelten die zuständigen Landschaftsarchitekten von Greenbox einen Vorschlag, der eine weitgehende Umgestaltung vorsieht. Die voraussichtlichen Kosten für einen Umbau belaufen sich auf 1,6 Millionen Euro. Bevor das Konzept dem Stadtrat vorgelegt wird, können Bürger Vorschläge und Anregungen in das Projekt einbringen. Die Finanzierung soll in einem späteren Schritt festgelegt werden.